# Donja Bresnica
Donja Bresnica (en serbe cyrillique : Доња Бресница) est un village de Serbie situé dans la municipalité de Prokuplje, district de Toplica. Au recensement de 2011, il comptait 164 habitants.

## Démographie
| 1948 | 1953 | 1961 | 1971 | 1981 | 1991 | 2002 | 2011 |
| ---- | ---- | ---- | ---- | ---- | ---- | ---- | ---- |
| 686  | 636  | 554  | 472  | 372  | 245  | 219  | 164  |

|  |